# Iver-Huitfeldt-Klasse
Die Iver-Huitfeldt-Klasse ist eine Schiffsklasse von Fregatten der Marine des Königreiches Dänemark, die vorrangig für die Flugabwehr bestimmt ist. Sie ist aus der Absalon-Klasse abgeleitet und löste die Schiffe der Niels-Juel-Klasse ab. Die Kosten pro Schiff betrugen 325 Millionen US-Dollar.

## Geschichte
Der Bau der drei je 6.645 Tonnen verdrängenden Schiffe wurde 2004 genehmigt und die Werft Odense Staalskibsværft (Lindø-Werft) im Dezember 2006 mit dem Bau beauftragt. Der Entwurf ist eine Ableitung der beiden 6.300 Tonnen verdrängenden Einsatzunterstützungsschiffe der Absalon-Klasse. Ihnen fehlt jedoch das Fahrzeugdeck, daher haben sie achtern ein tieferes Hubschrauberdeck. Die Lage des Schornsteins wurde ebenfalls verändert, um Beeinträchtigungen der Radare durch Abgase zu verringern.
Die Sektionen sind an die Baltija-Werft in Klaipėda, Litauen, und deren ehemalige Tochter Loksa Shipbuilding, Estland, vergeben worden. Baltija baute die untere vordere, untere hintere und die Kielsektion, Loksa die obere und zentrale Rumpfsektion sowie die Aufbauten. Zur Montage wurden die Sektionen nach Munkebo transportiert. Ein Großteil der Ausrüstung erfolgt durch Forsvarets Hovedvaerksteder, eine Tochter der dänischen Militärbeschaffungs- und Logistikorganisation (Forsvarets Materieltjeneste – FMT).
Das Typschiff Iver Huitfeldt wurde am 21. Januar 2011 an die Beschaffungsbehörde FMT übergeben und zunächst ausgiebig erprobt, bevor es 2012 in Dienst gestellt wurde. 2011 folgten bis auf das APAR-Radar noch die Einbauten in Verantwortung der FMT. Die beiden Schwesterschiffe sollen dies bereits bei ihrer Indienststellung erhalten und auf der Huitfeldt sollte es anschließend frühestens 2013 nachgerüstet werden.
Basierend auf dem Entwurf dieser Klasse gewann Babcock UK im September 2019 die Ausschreibung für den Bau von fünf Fregatten des „Typs 31e“ der britischen Royal Navy.

## Einsätze

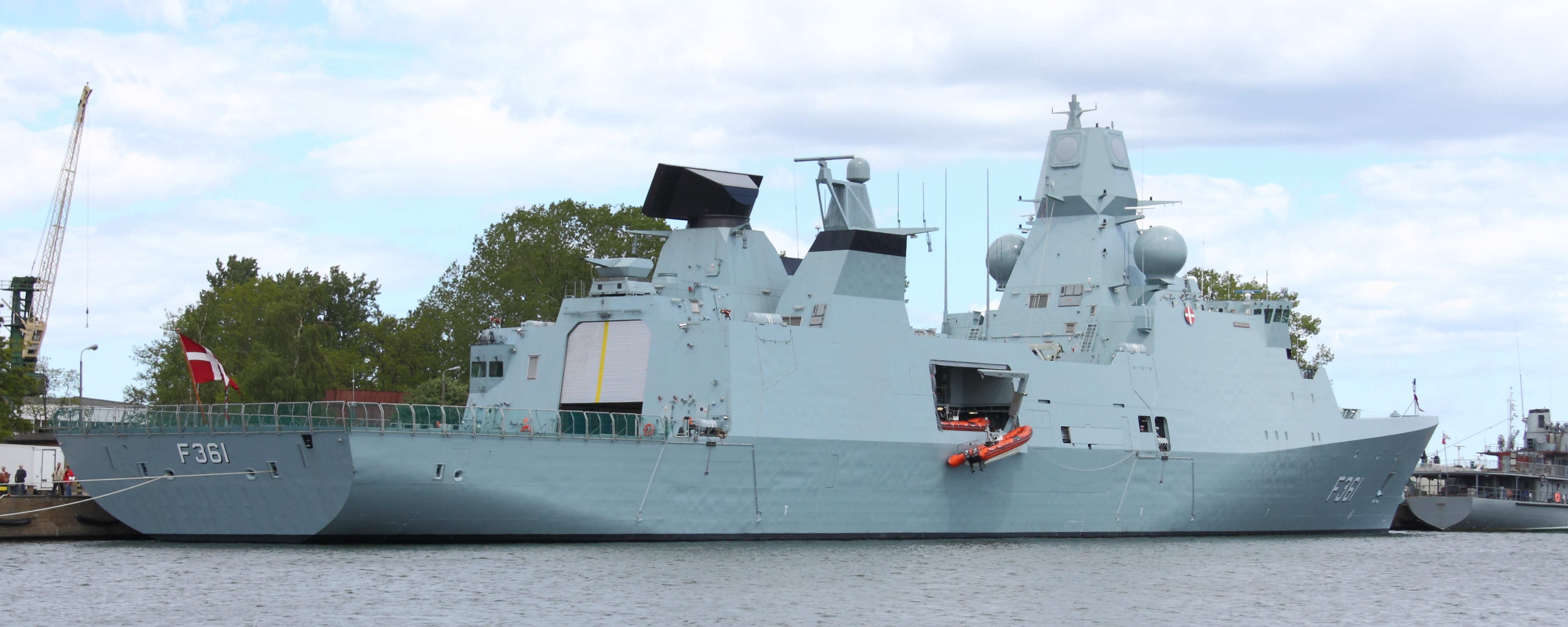

Der erste Einsatz führte die Iver Huitfeldt ab Oktober 2012 im Rahmen der Operation Ocean Shield an das Horn von Afrika. Am 5. März 2015 schließlich wurde das Schiff als letzte der drei Fregatten auch formal von der FMT an die Marine übergeben, womit das Beschaffungsprogramm zum Abschluss kam. Die volle NATO-Einsatzbereitschaft erreichte die Peter Willemoes als erste Einheit der Klasse im November 2015.
Die Iver Huitfeldt verlegte Ende Januar 2024 in die Region von Rotem Meer und Golf von Aden, um dort als Teil der Operation EUNAVFOR Aspides am Schutz der Handelsschifffahrt mitzuwirken, die von der politisch-militärischen Bewegung Ansar Allah bedroht ist, die große Teile des Jemen kontrolliert. Bei einem Flugabwehrgefecht am 9. März 2024 im Roten Meer gegen unbemannte Kampf-Luftfahrzeuge (Drohnen) soll eine Fehlfunktion einer Senkrechtstartanlage Mark 56 und ein anschließender Bedienungsfehler durch die Besatzung den Einsatz von Boden-Luft-Flugkörpern Evolved Sea Sparrow Missile verhindert haben. Erste Darstellungen in der Presse, denen zufolge bereits bekannte Inkompatibilitäten an der Schnittstelle des von Thales Nederland entwickelten Hauptradars APAR mit dem von Terma entwickelten dänischen Einsatzführungssystem C-FLEX einen Systemausfall verursacht hätten, ließen sich laut einem offiziellen Bericht in diesem Fall nicht erhärten. Unabhängig davon erwiesen sich die Zünder der Granaten für die 76-mm-Geschütze während des Einsatzes gegen die Flugziele als unzuverlässig. Nachdem die Presse über ein mit dem NATO-Geheimhaltungsgrad „Vertraulich, nur für den Dienstgebrauch“ gekennzeichnetes Schreiben des kommandierenden Offiziers Sune Lund bezüglich der Probleme seiner Fregatte berichtet hatte, berief Verteidigungsminister Poulsen am 3. April 2024 den Befehlshaber der dänischen Streitkräfte, Flemming Lentfer, ab. Die Iver Huitfeldt kehrte im April 2024 nach Dänemark zurück.

## Einheiten
Die Fregatten tragen die Namen berühmter dänischer Seeoffiziere und sind in Korsør beheimatet.
| Kennung | Name            | Namensgeber     | Kiellegung        | Stapellauf        | In Dienst        | Rufzeichen |
| ------- | --------------- | --------------- | ----------------- | ----------------- | ---------------- | ---------- |
| F361    | Iver Huitfeldt  | Iver Huitfeldt  | 2. Juni 2008      | 11. März 2010     | 21. Januar 2011  | OVVA       |
| F362    | Peter Willemoes | Peter Willemoes | 12. März 2009     | 21. Dezember 2010 | 22. Juni 2011    | OVVB       |
| F363    | Niels Juel      | Niels Juel      | 22. Dezember 2009 | 21. Dezember 2010 | 7. November 2011 | OVVC       |